# Alcides Ghiggia
Alcides Edgardo Ghiggia Pereyra (Montevidéu, 22 de dezembro de 1926 — Montevidéu, 16 de julho de 2015) foi um futebolista uruguaio que jogava como ponta-direita. Celebrizou-se como o iluminado que fez o gol do título do Uruguai sobre o Brasil em pleno Maracanã na Copa do Mundo de 1950. Era um dos mais inexperientes uruguaios, tendo estreado pela seleção havia apenas dois meses. Veloz, habilidoso, grande cabeceador e de chute forte com ambas as pernas, também marcou em todos os jogos daquela edição, ficando em terceiro na artilharia. Ele era o último jogador ainda vivo do Maracanaço, vindo a falecer exatamente no aniversário de 65 anos daquela partida.
Curiosamente, Ghiggia jamais jogou dentro do Uruguai pela seleção uruguaia, apenas no exterior. Ele teria disputado também a Copa do Mundo de 1954, mas a Roma, clube que defendia na época, não o liberou. Ele jogou também pela Itália, terra de suas raízes, e pela Azzurra poderia também ter disputado a Copa do Mundo de 1958, mas o país não se classificou. É considerado um dos uruguaios de maior sucesso no futebol italiano, abaixo somente de Edinson Cavani e Juan Alberto Schiaffino.
Embora marcado por um único gol e por ser o primeiro a marcar gols em todos os jogos de uma Copa do Mundo FIFA (sendo igualado depois por Just Fontaine e Jairzinho, o outro único que conseguiu também ser campeão, como o uruguaio), Ghiggia não fez tantos gols na carreira, notabilizando-se mais por participar das jogadas do que por conclui-las. Ao todo, foram 110 gols contabilizados.
Seu sobrenome italiano, de acordo com a língua italiana, pronuncia-se corretamente "Guídja", mas a pronúncia mais popular no Brasil é à portuguesa, "Jíjia", ou ainda "Djídjia".

## Vida pessoal
Era filho de uma uruguaia, Gregoria Pereyra, com um argentino proveniente da cidade de Tucumán, Felipe Alfonso Ghiggia. Teve como irmãos Ulises, Rubén, Lilián e Nélida, todos uruguaios. A família torcia pelo Peñarol, o que chegou a impedir Ghiggia de aceitar oferta para defender aos treze anos o rival Nacional no basquetebol, outro esporte que apreciava. Decidido a jogar futebol, seu primeiro time fora da várzea foi o Sud América, onde foi inscrito como amador em 1944, após ser levado ao clube por um de seus irmãos. A contragosto do pai, abandonou o curso de mecânica na universidade técnica do Uruguai.
Ghiggia viria a se casar com Clara Rodríguez, com quem teve dois filhos, Arcadio Alcides e Lilián. Ghiggia posteriormente tornou-se viúvo; veio depois a casar com a afro-uruguaia Beatriz Masui.

## Carreira antes da fama
No Sud América ele foi inicialmente centroavante, realocando-se paulatinamente na ponta-direita. Lá, iniciou amizade com o centroavante Óscar Míguez. A equipe não vivia bom momento, ausente da primeira divisão do campeonato uruguaio entre 1945 (quando foi rebaixada) e 1952.[carece de fontes?]
Ghiggia viria a estrear em 1947 no time adulto do Sud América. Antes, no início daquele ano, atravessou o Rio da Prata junto com dois colegas do clube para realizar testes no Atlanta, na época uma das poucas equipes de menor porte a jamais ter sido rebaixada no campeonato argentino. O clube da comunidade judaica de Buenos Aires vinha montando um elenco com astros adquiridos perante o River Plate, notadamente Adolfo Pedernera, descrito em dados momentos por Alfredo Di Stéfano - e por Obdulio Varela - como o melhor jogador que viram.
Pelo Atlanta, Ghiggia realizou um amistoso contra o Independiente, mas acabou não aprovado e foi substituído no intervalo, voltando ao Sud América. O Atlanta, ironicamente, meses depois terminaria pela primeira vez rebaixado, ao fim do ano. Se Ghiggia houvesse permanecido, possivelmente o Maracanaço não ocorreria, pois somente na década de 1970 a seleção uruguaia passou a admitir a convocação de quem jogasse no exterior.
Na volta ao Uruguai, Ghiggia chegou a ser sondado novamente pelo Nacional, dessa vez para o time de futebol, levando a nova recusa por pressões familiares. Na segunda divisão uruguaia de 1947, o Sud América terminou em quinto, perdendo seis pontos na justiça desportiva, os quais teriam feito a equipe terminar com dezoito pontos, na segunda colocação e brigar pelo título e acesso se fossem mantidos; o campeão foi o Danubio, que somou 21 pontos,[carece de fontes?] subindo pela primeira vez à elite.[carece de fontes?] Algum tempo depois, Ghiggia acertou com o Peñarol, com a solicitação de passe ocorrendo em 22 de abril de 1948. O amigo Míguez também transferiu-se na mesma época aos aurinegros, que contrataram ainda o argentino Juan Hohberg, este perante o Rosario Central.

## Peñarol
Diferentemente de Míguez, logo artilheiro do elenco em 1948, Ghiggia não conquistou de imediato a titularidade no Peñarol. Julio César Britos era o ponta-direita titular havia alguns anos, tendo prestígio reforçado também por vir das categorias de base. O reserva imediato era José Ortiz. Ghiggia era inicialmente usado apenas no segundo quadro. Quando estava para estrear no time principal em 1948, sobreveio uma longa greve, que paralisou o campeonato após a primeira rodada do segundo turno. A greve duraria até o ano seguinte e definiu-se que o título de 1948 seria do então líder Nacional.
Em 1949, o Peñarol contratou o húngaro Emérico Hirschl como novo treinador. Sem nenhum reforço relevante, o clube, sob Hirschl, arrasaria os concorrentes. Foi justamente Hirschl, em sua segunda semana de trabalho, o primeiro treinador a apostar em Ghiggia, ainda que precisasse insistir em sua opinião em função de descontentamento de alguns dirigentes presentes no treino em que ela foi tomada: "muito obrigado, mas o ponta-direita vai ser aquele magro", declarou o treinador.
Em maio, escalou-se pela primeira vez o quinteto ofensivo formado por Ghiggia na ponta-direita, Hohberg na meia-direita, Míguez de centroavante, Juan Alberto Schiaffino na meia-esquerda e o ítalo-argentino Ernesto Vidal na ponta-esquerda. Deles, somente Hohberg não pôde ir à Copa do Mundo FIFA de 1950, com sua naturalização sendo concedida apenas posteriormente, ao contrário da de Vidal. Nesse ataque, Ghiggia era o elemento da velocidade e chute na corrida. Tinha piques descritos como "infernais", não conseguindo ser freado pelos adversários; mesmo que o equilíbrio do corpo balançasse, se recuperava e não caía.
A estreia do quinteto ocorreu em goleada por 5-1 sobre o Sud América, com Ghiggia marcando no ex-clube. Foi o marco inicial de um ataque apelidado de "Esquadrilha da Morte". O time como um tudo foi por sua vez apelidado de La Máquina del 49. O título no campeonato uruguaio veio em 1949 com uma campanha invicta, com 16 vitórias, 2 empates, 62 gols a favor e 17 contra. Considerando amistosos, foram 113 gols em 32 partidas, em média de três gols e meio por jogo. Apenas uma vez o clube foi derrotado naquele ano, em amistoso com o time argentino do Huracán. Foram conquistados 52 dos 54 pontos em disputa.
A campanha foi tão avassaladora que três adversários abandonaram o campo: o Liverpool uruguaio, o Rampla Juniors e, na ocasião mais famosa, o rival Nacional, no que ficou conhecido como El Clásico de la Fuga. Foi de Ghiggia o primeiro gol na vitória por 2-0. Veio aos 38 minutos, onde, após uma série de rebotes, Schiaffino buscou a bola. Mas, mesmo tendo condições de chuta-la em direção ao gol, passou-a a Ghiggia, que desferiu um chute alto e violento para vencer o goleiro Aníbal Paz. Minutos depois, o árbitro assinalou pênalti para o Peñarol, gerando protestos dos tricolores. Eusebio Tejera, por empurrar o juiz, foi expulso. Hohberg cobrou e não marcou, mas Vidal pôde aproveitar o rebote e marcar, o que gerou novas reclamações: os rivais sustentavam que Vidal havia invadido a área antes da cobrança. O gol foi validado e Walter Gómez, por chutar o árbitro, também foi expulso.
O Nacional não voltou para o segundo tempo. Gómez foi suspenso severamente, o que o levaria a transferir-se ao River Plate argentino, onde foi ídolo mas também privado de integrar a seleção na Copa do Mundo FIFA de 1950, pois somente na década de 1970 o Uruguai passou a convocar quem atuasse no exterior. Sobre aquele clássico, Ghiggia, que ali marcou gol pela primeira vez sobre o Nacional, declararia que "tinham medo que os terminássemos goleando. Chuviscava nesse dia e quando ia começar o segundo tempo, veio o sol". Sobre o ano, por sua vez, afirmaria o seguinte:
Em 1949, o húngaro Hirschl me pôs na primeira (divisão). Tinha 22 anos e foi um momento sem preço na minha trajetória. Nesse ano, o Peñarol fez tabela rasa com todos os seus rivais e não restou nenhum campeonato sem ganhar. Saímos invictos no (Copa) Honor, no (Copa) Competencia e no Uruguaio. Tivemos muitíssimos gols a favor e muito poucos contra. Foi uma campanha excepcional 
A grande campanha fez com que seis jogadores do Peñarol compusessem a base da Seleção Uruguaia na Copa do Mundo de 1950: Roque Máspoli, Obdulio Varela e os já citados Schiaffino, Míguez e Vidal, além de Ghiggia. Apenas Vidal não participaria do Maracanaço, devido a uma lesão, cedendo lugar a Rubén Morán. Ao todo, foram nove jogadores do clube convocados. E era desejo no clube que outro presente na seleção fosse o próprio técnico Hirschl. Como isso não foi atendido, os dirigentes aurinegros chegaram a ameaçar uma proibição na convocação dos seus jogadores.
Curiosamente, embora Ghiggia se consagrasse com o gol do título mundial pela seleção, ele não terminou titular no campeonato uruguaio de 1950. Britos foi quem mais jogou na ponta-direita. Schiaffino também ficou afastado por meses em decorrência de uma lesão. O campeão acabou sendo o rival Nacional. Ghiggia voltou à titularidade no ano seguinte. O Peñarol fez nova grande campanha, com apenas uma derrota no campeonato, para o River Plate uruguaio (2-1), adversário que chegou a ser goleado por 7-0 em torneio de pré-temporada - Ghiggia fez um dos gols.
O título de 1951 fez o Peñarol ser chamado para a Copa Rio de 1952, onde bateu os adversários europeus, mas viu-se prejudicado pela arbitragem contra os brasileiros. Já no campeonato doméstico, Peñarol e Nacional terminaram empatados, forçando um jogo-extra realizado em fevereiro do ano seguinte. Ghiggia e Míguez foram expulsos nele e o rival terminou campeão. Foi a última partida de Ghiggia pelo Peñarol. Acusado de agredir o árbitro, sua expulsão foi seguida de uma suspensão de quinze meses, o que influenciou na venda do jogador ao exterior. Ele e Vidal foram vendidos ao futebol italiano em meados de 1953, antes da temporada regular. A ponta-direita aurinegra passaria a ser ocupada por Julio Abbadie. Ainda assim, a contratação de Ghiggia pela Roma só foi possibilitada porque a equipe solicitou que a Associação Uruguaia de Futebol relaxasse a suspensão.
Segundo o filho Arcadio, Ghiggia não teria agredido o árbitro, mas preferiu assumir a culpa que o juiz imputou-lhe ao virar-se e vê-lo. Jamais revelou o real infrator: "eu nunca bati em uma autoridade. Sei quem bateu, mas jamais disse", teria dito ao filho. Tempos depois, ao ser novamente indagado por ele, retrucou que "veja, te digo dessa vez e não me perguntes nunca mais. Eu sei quem bateu e não vou dizer, pelos valores que tenho. Isso eu vou levar ao túmulo".

## Roma e Milan

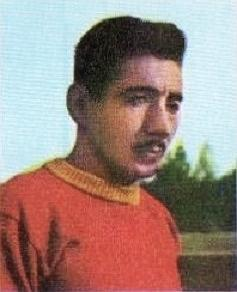
Ghiggia na Roma em 1960. Considera-se que apenas Juan Alberto Schiaffino e Edinson Cavani tiveram carreira italiana mais exitosa que a dele dentre os uruguaios.

Ghiggia foi contratado pela Roma, que acabava de voltar de sua única passagem pela segunda divisão. Buscando retomar o sucesso, mudou-se para o estádio Olímpico e contratou o uruguaio. Porém, Ghiggia era um dos poucos jogadores de nível mais alto no elenco, ao lado de Giacomo Losi e do brasileiro Dino da Costa. Ainda assim, o uruguaio não demorou a se adaptar. Chegou a ponto de ser requisitado pela seleção uruguaia para a Copa do Mundo FIFA de 1954, mas sua participação foi vetada pelo clube. Sua inclusão seria histórica, pois jamais a seleção havia convocado um jogador que atuasse no exterior; os primeiros que jogavam no estrangeiro a serem admitidos só viriam já na década de 1970.
O uruguaio foi posteriormente peça-chave na campanha de 1955, a melhor da Roma na época. Foi um terceiro lugar em tempos em que os giallorossi não se viam em condições de competir com o trio Juventus, Internazionale e Milan, que venceram cada um duas vezes os seis campeonatos entre 1950 e 1955. Ghiggia foi considerado à frente de seu tempo, por ter preocupações defensivas que só seriam popularizadas décadas depois para os pontas.
Por outro lado, o jogo defensivo o privou de marcar mais gols, bem como seus avanços gerarem mais cruzamentos do que arremates próprios. Nunca passou dos quatro gols por temporada na Serie A: foram quatro na temporada 1953-54 (o último em 4-0 no Genoa, o segundo em 2-1 no Milan, no 3-0 na SPAL e no 3-1 na Sampdoria); dois na temporada 1954-55, ambos na SPAL (na vitória de 1-0 e o último na vitória por 5-2); quatro na de 1955-56 (o primeiro do clube em empate em 2-2 com o Novara, o segundo em vitória de 3-2 sobre a Atalanta, o primeiro em 2-0 no Genoa e o último em nova vitória sobre o Novara, por 2-1); quatro na de 1956-57 
(o primeiro em vitória de 2-1 sobre o Palermo, o primeiro do clube em empate em 2-2 com a Udinese e o segundo e o quarto em 5-1 sobre a Sampdoria); dois na de 1957-58 (o último em 3-0 no clássico com a Lazio e o último em 5-1 sobre a Sampdoria); e um cada nas três seguintes: o segundo em vitória de 3-0 sobre a Udinese na de 1958-59, o segundo em empate em 3-3 contra a Udinese na de 1959-60, e o penúltimo em vitória de 6-3 sobre o Vicenza na de 1960-61.[carece de fontes?]
Em sua quarta temporada pela Roma, foi nomeado capitão e passou a integrar a seleção italiana. Duas temporadas depois, começou a perder espaço para Alberto Orlando. Ainda assim, pôde desfrutar em 1961 da conquista da Taça das Cidades com Feiras, precursora da Copa da UEFA e da posterior Liga Europa da UEFA. Naquela temporada, atuou ao lado de Juan Alberto Schiaffino, seu ex-colega de Peñarol e nas seleções uruguaia e italiana. Acabou contratado pelo Milan, mesmo já tendo 35 anos.
Passou uma temporada em Milão antes de voltar ao Uruguai. Jogou apenas quatro vezes no campeonato, sem marcar gol, mas pôde se despedir com um título italiano até então inédito para si. Esse título classificaria o clube à Liga dos Campeões de 1962-63, da qual o Milan terminaria pela primeira vez campeão. Já na Copa da Itália, Ghiggia nunca experimentou as fases decisivas por Roma ou Milan, prejudicado em parte pelo torneio não ter sido realizado entre 1944 e 1957.[carece de fontes?]
A passagem de Ghiggia pelo calcio é considerada como importante para deixar portas abertas a futuras contratações de uruguaios, sendo avaliado que somente Schiaffino e Edinson Cavani conseguiram mais sucesso que Ghiggia dentre os futebolistas uruguaios na Itália. Seus dois filhos, Arcadio Alcides e Lilián, nasceram nesse país. Arcadio declararia após a morte do pai que na época em que este jogava por lá, era mais famoso que artistas de cinema, sendo sempre requisitado para autógrafos.

## Fim da carreira
Desligado do Milan em 1962, apenas em 1964 ele voltou ao Uruguai. De início, suas partidas eram beneficentes, destinadas a arrecadar fundos para hospitais infantis. Foi então convidado a defender o Danubio, jogando pelos alvinegros até 1966. O clube foi sétimo colocado nas duas primeiras temporadas com Ghiggia e quinto na outra.[carece de fontes?] Após nova pausa de um ano, o ponta-direita retornou ao Sud América para um último ano de carreira, em 1968. Foi sexto colocado.[carece de fontes?]

## Seleção Uruguaia

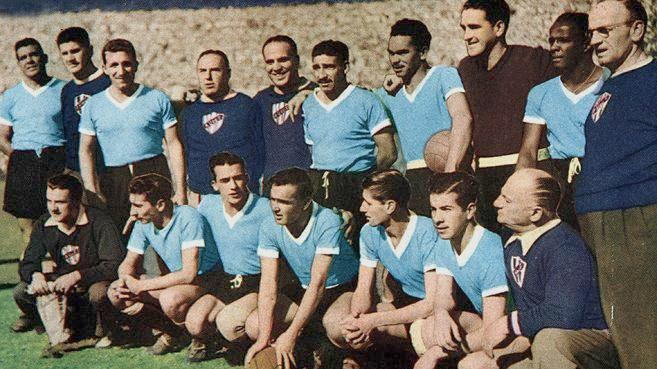
A Seleção Uruguaia posando antes da partida decisiva contra o Brasil em 1950. Ghiggia é o primeiro jogador agachado, da esquerda para a direita

Ghiggia estreou pela Seleção Uruguaia em 1950, a tempo de figurar na Copa do Mundo daquele ano. Estreou justamente em vitória por 4-3 sobre o Brasil, pela Copa Rio Branco,[carece de fontes?] que ficou com os brasileiros após estes vencerem as outras duas partidas por 3-2 e 1-0.
O Uruguai veio à Copa do Mundo com um ambiente turbulento: o técnico Juan López fora escolhido apenas um mês antes do torneio, após a Celeste Olímpica obter resultados ruins contra os próprios brasileiros, o que, além das derrotas pela Copa Rio Branco, incluíam ainda uma derrota para o Brasil de Pelotas e, em Montevidéu, dois empates contra o Fluminense. Essa partida não-oficial contra o Brasil de Pelotas acabou sendo a única de Ghiggia em solo uruguaio pela seleção. Todos os seus jogos oficiais pelo Uruguai, contra outras seleções nacionais reconhecidas pela FIFA, foram fora do país.
Antes da escolha da Associação Uruguaia de Futebol por López, o Peñarol chegara a vetar a convocação de seus jogadores: a AUF desprezava o técnico da equipe aurinegra, o húngaro Emérico Hirschl, desejado pela torcida e mídia. Com pouco tempo para entrosar o time, López chamou exatamente os jogadores que disputaram a Copa Rio Branco.

### Copa do Mundo de 1950
Na estreia, o Uruguai realizou a maior goleada da Copa, um 8-0 sobre a Bolívia, com Ghiggia marcando o último gol. Foi o único jogo do grupo dos dois países, composto apenas por eles, em razão das desistências das classificadas seleções de Escócia e Turquia. Em função disso, a partida ocorreu na mesma data da última rodada dos demais grupos.
Classificado para a fase final, decidida em um grupo de quatro seleções, o Uruguai começou ela empatando com a Espanha, com Ghiggia marcando novamente o primeiro gol do empate em 2-2 com sua jogada mais repetida na partida: recuava até o meio-de-campo para atrair seu marcador, o meia adversário Antonio Puchades, para Julio Pérez lançar a bola para o ataque pelas costas da defesa espanhola. O gol veio em corrida e sem muito ângulo, tal como aquele que o celebrizaria posteriormente. Foi um jogo de vaivém entre as seleções, com certa carga dramática; antes do gol, Obdulio Varela chegou a salvar em cima da linha uma chance dos espanhóis, que dominavam a partida contra a lentidão uruguaia. No segundo tempo, o panorama mudou: a Espanha reverteu o placar para 2-1 e os uruguaios buscaram com bravura o empate. Ele veio em jogada individual de Obdulio, em chute de longa distância. Ainda assim, os espanhóis chegaram a ter outra chance de gol impedida em cima da linha, por Matías González.
As atuações de Pérez e Ghiggia foram bastante elogiadas pela imprensa uruguaia, que os classificou respectivamente de "o arco e a flecha". Ghiggia foi saudado pela crônica esportiva brasileira após a partida seguinte, em uma vitória difícil de virada sobre a Suécia por 3-2, com os dois gols da vitória saindo nos quinze minutos finais. Foi Ghiggia quem que fez o primeiro gol uruguaio. Ele foi avaliado como "muito perigoso, se lhe for dado espaço para correr". No lance, arrematou forte no ângulo do goleiro Kalle Svensson.
A última partida do grupo, que acabaria decidindo o torneio, seria contra o Brasil. Por diversos fatores, como o conturbado ambiente pré-Copa do Uruguai, incluindo resultados ruins contra o próprio Brasil e equipes de futebol brasileiras, o fato de enfrentar o anfitrião, e precisando da vitória para ganhar a Copa - ao Brasil, bastava apenas o empate, por ter somado mais pontos ao ter vencido os mesmos adversários na fase final -, os brasileiros eram apontados como francos favoritos. Principalmente pelas vitórias brasileiras contra suecos e espanhóis terem saído em exibições espetaculares com vitórias, respectivamente, por 7-1 e 6-1. O clima generalizado entre os brasileiros de que o Brasil já era campeão - o que incluiria um discurso do prefeito do Rio de Janeiro, Ângelo Mendes de Moraes, nos autofalantes do Maracanã, antes da partida.
A euforia brasileira aumentou com o gol de Friaça no primeiro minuto do segundo tempo. Instigados pelo capitão Obdulio Varela, os uruguaios correram atrás e esfriaram os brasileiros, o que já funcionara no primeiro tempo, em que a Celeste soubera anular a principal jogada adversária: a troca de passes entre Jair da Rosa Pinto, Ademir e Zizinho. Ghiggia era até então o solitário homem uruguaio a manter-se no ataque para eventualmente ser acionado quando os colegas recuperavam a bola. No primeiro tempo, as melhores chances ofensivas haviam sido dos visitantes, com a velocidade de Ghiggia obrigando Bigode a realizar o que foi descrito como "ginástica" para poder marcar-lhe.
Aos 21 minutos do segundo tempo, com o Uruguai recomposto do gol sofrido, Ghiggia participou da jogada de empate: recebeu a bola de Obdulio Varela na intermediária brasileira, junto à linha lateral, escapando do carrinho de Bigode e correndo sozinho por vinte metros; havia ouvido de Obdulio a senha "dá-lhe, se anime e corra". Ao ultrapassar a linha lateral da grande área, a três metros da linha de fundo, abriu para perto da linha lateral para melhorar seu ângulo  e fez um passe rasteiro para o desmarcado Juan Alberto Schiaffino, que acertou no canto esquerdo de Barbosa. Restavam alguns minutos para uma virada e o ímpeto de Ghiggia para contra-ataques foi uma constante.
Cerca de quinze minutos depois, já a sete do final, Ghiggia tocou a bola para Julio Pérez, que a pisou e atraiu a marcação de Bigode. Pérez então devolveu a bola a Ghiggia, que estava livre. Ele começou a correr rumo à área, aproveitando a indecisão de Bigode, que recuava; e Ghiggia ameaçou duas vezes passar por ele, continuando a correr. A jogada do gol de empate então ameaçou repetir-se: Schiaffino entrou pela área novamente desmarcado enquanto Ghiggia vinha pela direita - razão pela qual Barbosa, antevendo um novo passe para Schiaffino, afastou-se um pouco da trave esquerda. Óscar Míguez também estava à espreita para um cruzamento do colega.
Porém, Ghiggia, no momento em que Juvenal chegava para tentar interceptar, resolveu chutar de onde estava, conseguindo fazer a bola passar entre Barbosa e a trave. O Brasil não conseguiu empatar e a taça ficou com os uruguaios, que calaram as duzentas mil vozes presentes nas arquibancadas do Maracanã. As imagens do gol de Ghiggia pela câmera colocada atrás do gol brasileiro e a perplexidade da multidão ficariam entre as mais emblemáticas das Copas e do futebol brasileiro e uruguaio. A narração do gol feita por Luiz Mendes, que verbalizou apenas "gol do Uruguai" nove vezes seguidas, usou inflexões diferentes para cada repetição, para ressaltar a tristeza daquele momento para os brasileiros. Ao fim, Ghiggia foi demoradamente abraçado por Obdulio Varela, que lhe dizia: "foi gol, cãozinho, foi gol".
Ghiggia terminou a Copa campeão e marcando em todas as partidas que disputou, feito que só seria igualado por Jairzinho, na Copa do Mundo de 1970. Além deles, somente o francês Just Fontaine também conseguiu marcar gols em todos os jogos, em 1958, mas sem o título.
Sobre seu gol mais famoso, Ghiggia emitiu as seguintes declarações:
Apenas três pessoas calaram o Maracanã: o Papa João Paulo II, Frank Sinatra e eu"
Muitos anos depois de 1950, quando ainda vivia minha esposa, fomos passear nas Cataratas. Na excursão, paramos em um restaurante para jantar algo, tinha muita fome. Me sentei tranquilo junto de minha senhora, me acomodei e sentia que me clavava o olhar de um senhor atrás do mostrador. 'Me reconheceu', eu disse à minha esposa. Algo normal, mas me estranhou que fosse alguém muito mais jovem que eu. O homem seguia me olhando, olhando, até que por fim se aproximou e me perguntou: 'você é Ghiggia, não é? O de 50?'. Depois de conversar um pouco, este senhor me disse: 'eu tive muita raiva e bronca de você... naquela tarde de 16 de julho de 50, meu pai sofreu um infarto fulminante quando você converteu o segundo gol do Uruguai e faleceu. Por sua culpa, perdi meu pai'. Eu emudecido, não sabendo o que dizer... recebo um forte abraço deste cavalheiro e até lágrimas me caíram. O abraço foi interminável.
Essa morte de um torcedor por infarto foi de fato noticiada na época, assim como o suicídio de outro, que se jogou ao fim da partida do alto da arquibancada rumo ao pátio interno que circunda o estádio do Maracanã. O filho Arcadio, após o falecimento do pai, surpreendeu a todos ao declarar que jamais ouviu dele detalhes da partida: "fui saber quando voltei da Itália e meus colegas de escola começaram a me falar de 50, do que lhes havia transmitido por seus pais e avós. Um dia, lhe pergunto: 'papai, o que é isso de 50?'. E me disse em forma muito sucinta: 'é um campeonato que se jogou; foram feitos alguns gols e eu fiz um gol'. E nada mais; daí, não se falou mais nada".

### Após a Copa
O Uruguai só voltou a fazer partidas no ano de 1952, pelo Campeonato Pan-Americano daquele ano. Ghiggia foi chamado e foi nesse torneio que ele jogou pelas últimas cinco vezes pela Celeste.[carece de fontes?] Sua última partida foi justamente contra o Brasil, que mantinha alguns dos derrotados no Maracanaço, como Ademir de Menezes, Friaça e Bauer. Foi derrotado por 4-2, resultado que na época foi visto como uma revanche para os brasileiros.
No ano seguinte, transferiu-se para a Roma. A moradia na Itália acabou atrapalhando a continuação de sua trajetória na Seleção Uruguaia. Quando a Celeste convocou seus jogadores para a Copa do Mundo de 1954, para a qual estava automaticamente classificado por ser o detentor do título, a Associação Uruguaia de Futebol chamou-o, mas a Roma não lhe liberou, mesmo com o torneio sendo disputado na vizinha Suíça.
Ghiggia ainda veio a defender o Uruguai em 9 de janeiro de 1965, por uma espécie de seleção B, em empate em 1-1 com a Alemanha Oriental - jogo que serviu como estreia internacional de Ladislao Mazurkiewicz, que na época, curiosamente, estava ainda indeciso entre futebol e basquetebol, tal como Ghiggia no passado. Em jogos oficiais, porém, Ghiggia defendeu a Celeste somente entre 1950 e 1952, com quatro gols (justamente todos os que fez em todas as suas partidas na Copa do Mundo FIFA de 1950) apenas doze partidas, todas fora do país. Décadas e décadas depois, em 2013, é que pôde desfrutar de um gol seu pelo Uruguai ser comemorado por uma plateia no estádio Centenário, quando um telão transmitiu a jogada do Maracanaço apenas para que Ghiggia pudesse ser aplaudido. Àquela altura, ele já era o único jogador sobrevivente do Maracanaço.

## Seleção Italiana
Três anos depois após sua última partida pelo Uruguai, Ghiggia voltava a defender a seleção, desta vez a da Itália. Mesmo aos 31 anos, foi chamado em meio às eliminatórias para a Copa do Mundo de 1958. Sua convocação veio em uma reformulação no elenco da Squadra Azzurra após uma humilhante derrota de 1 x 6 para a Iugoslávia, em um amistoso, voltando a jogar ao lado de Schiaffino. Schiaffino também tinha dupla cidadania e jogava no país, onde defendia o Milan.
A Seleção Italiana disputava uma vaga no mundial da Suécia em um triangular com Portugal e Irlanda do Norte e, antes do vexame contra os iugoslavos, vencera os norte-irlandeses em Roma. Ghiggia estreou no primeiro jogo contra os portugueses, em derrota por 3-0 em Lisboa.[carece de fontes?] A estreia deu-se curiosamente exatos sete anos depois de sua estreia oficial pelo Uruguai.
Como os lusitanos haviam empatado contra a Irlanda do Norte anteriormente, os italianos ficariam em boa situação se conseguissem empatar contra os britânicos em Belfast. O empate (em 2-2) foi alcançado e Ghiggia marcou o que seria seu único gol pela Itália nessa partida,[carece de fontes?] mas ela fora tornada previamente como não-oficial por pressão dos italianos, pois o jogo seria apitado por um árbitro local em função da neblina no aeroporto de Londres, que impediria o voo do juiz escalado para a partida (o húngaro István Zsolt) de chegar a tempo. Uma nova partida em Belfast, desta vez válida pelas Eliminatórias, foi marcada para janeiro.
Antes dela, os italianos enfrentaram os portugueses em Milão e devolveram os 3-0 que sofreram em Lisboa. Desta forma, eles reembarcaram para Belfast necessitando apenas do empate: tinham 4 pontos e os norte-irlandeses, três, naquela época em que a vitória valia dois pontos. O trio de ataque italiano foi totalmente sul-americano: Schiaffino, Ghiggia e seu colega de Roma, o brasileiro Dino da Costa. Acabou não dando certo: em meia-hora os norte-irlandeses abriram 2-0 e, logo após Da Costa conseguir diminuir a onze minutos do fim, Ghiggia foi expulso. A Irlanda do Norte conseguiu manter os 2-1, terminou classificada e a Itália, fora do mundial. Curiosamente, Ghiggia experimentava um pouco do veneno que dera aos brasileiros: perdera por 2-1 quando possuía vantagem do empate. Foi a última vez, até então, que os italianos ficaram de fora de uma Copa, e a anteriormente única vez em que isso se deu em razão de queda nas Eliminatórias (todos os participantes Copa do Mundo de 1930, a outra em que a Itália esteve de fora, vieram por convite).
Ainda assim, Ghiggia foi chamado mais uma vez para defender a Itália, em jogo contra a Espanha em 1959.[carece de fontes?]

## Após parar de jogar

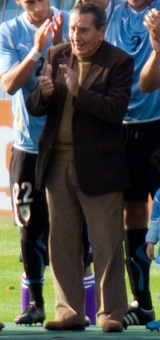
Ghiggia em 2011, antes de partida da seleção uruguaia no estádio Centenário, em cerimônia de premiação de Diego Forlán como melhor jogador da Copa do Mundo FIFA de 2010.

Como o futebol na época não era uma atividade que remunerava tão bem quanto os dias atuais, a maior parte dos jogadores procurava exercer alguma outra profissão após deixarem os gramados. Mesmo o título de 1950 não rendeu muitas recompensas financeiras a Ghiggia e ao restante do elenco: a maior parte da premiação pelo título sumiu juntamente com o tesoureiro da delegação, e os jogadores tiveram de reunir o pouco dinheiro que tinham para fazer uma pequena comemoração com sanduíches e cervejas. A maioria deles ingressou no funcionalismo público após deixar os gramados, e Ghiggia não foi diferente, aposentando-se como funcionário do Cassino de Montevidéu. Trabalhou ali ao lado do ex-colega de Peñarol e Seleção Uruguaia Obdulio Varela; o emprego no cassino havia sido garantido aos campeões de 1950. Antes, tentara por alguns meses uma carreira de técnico.
Ghiggia havia ganho muito dinheiro no futebol italiano, mas não soube geri-lo, gastando-o com mulheres e vinhos. Chegou a depender dos rendimentos do salão de cabelo da esposa para se manter. Passou a levar uma vida modesta no subúrbio de Montevidéu. Ele e os colegas do Maracanaço costumavam se reunir em churrascos, que ocasionalmente recebiam também os brasileiros derrotados. Em respeito, o assunto da partida jamais era mencionado. No aniversário de vinte anos do estádio do Maracanã, Ghiggia e Barbosa se reencontraram no gramado antes da partida festiva entre Flamengo e seleção carioca e, comovidos, trocaram cumprimentos e abraços. Por aqueles dias, ambos haviam sido requisitados por diversos jornalistas também em função do reencontro entre Brasil e Uruguai na Copa do Mundo FIFA, dessa vez pelas semifinais da 1970.
Em 1980, Ghiggia teve uma breve passagem como treinador do Peñarol. Foi em ano dos mais difíceis para o clube, que chegou a contratar um jogador de Gana e dois da África do Sul. A crise se refletiu especialmente no cargo de técnico: o brasileiro Dino Sani ficou até maio, quando se demitiu para trabalhar no México. Seu lugar foi ocupado por José Etchegoyen por apenas dois meses, sendo substituído interinamente por Luis Prais e pelo preparador físico Jorge Kistenmacher, até a chegada de Ghiggia. O ex-jogador renunciou pouco tempo depois, ao saber que o clube estava contratando o chileno Leonel Tuoni. Em contraste, o rival Nacional venceu o campeonato uruguaio, a Libertadores da América e o Mundial Interclubes daquele ano.
Em outubro de 2004, Ghiggia ganhou a Ordem do Mérito da FIFA. A homenagem que talvez mais lhe emocionaria, porém, veio no estádio que o imortalizou, quase sessenta anos depois: em 29 de dezembro de 2009, deixou a marca de seus pés na calçada da fama do Maracanã. Ghiggia foi o centésimo jogador e o sexto estrangeiro (depois do chileno Elías Figueroa, do paraguio Romerito, do alemão Franz Beckenbauer, do português Eusébio e do sérvio Dejan Petković) a ter a homenagem e disse na ocasião: "Nunca pensei que seria homenageado no Maracanã, estou muito emocionado. Meus sinceros agradecimentos ao público. Agradeço profundamente. Viva o Brasil!". Foi no geral precisamente o centésimo jogador a receber essa homenagem.
Em 2012, Ghiggia esteve muito perto da morte após um acidente automobilístico. Recuperou-se e no ano seguinte, já como único sobrevivente do Maracanaço, foi homenageado no estádio Centenário, para que pudesse ouvir aplausos pelo gol do título das arquibancadas lotadas, sensação que nunca pudera ter como jogador pois jamais defendera em solo uruguaio a própria seleção. No ano seguinte, participou do sorteio dos grupos para a segunda Copa do Mundo FIFA sediada no Brasil, com a falta de convite para presenciar a final sendo considerada uma das maiores falhas dos organizadores.
Nas semifinais da Copa do Mundo de 2014, o Brasil perdeu para a Alemanha por 7-1. Assim como o Maracanaço, essa partida ficou marcada como uma das piores derrotas da história do Brasil e ficou conhecida como Mineiraço. Ghiggia disse que o jogo foi a goleada mais surpreendente da história e uma grande tristeza para os brasileiros, mas considerou o Maracanaço maior, por ter sido na final.

## Morte
Ghiggia morreu em 16 de julho de 2015, devido a uma parada cardíaca. Ele faleceu enquanto assistia a reprise da partida entre Internacional e Tigres, pela Copa Libertadores da América. Um dia depois da morte, seu corpo foi velado no Palácio Legislativo do Uruguai e em seguida foi enterrado no Cemitério do Buceo, em Montevidéu, ao lado de ex-companheiros da Copa de 1950.
Ele morreu exatamente no dia do aniversário de 65 anos do Maracanaço, do qual era o único jogador sobrevivente, coincidências que reforçaram sua lenda perante o público.